# Harzklub

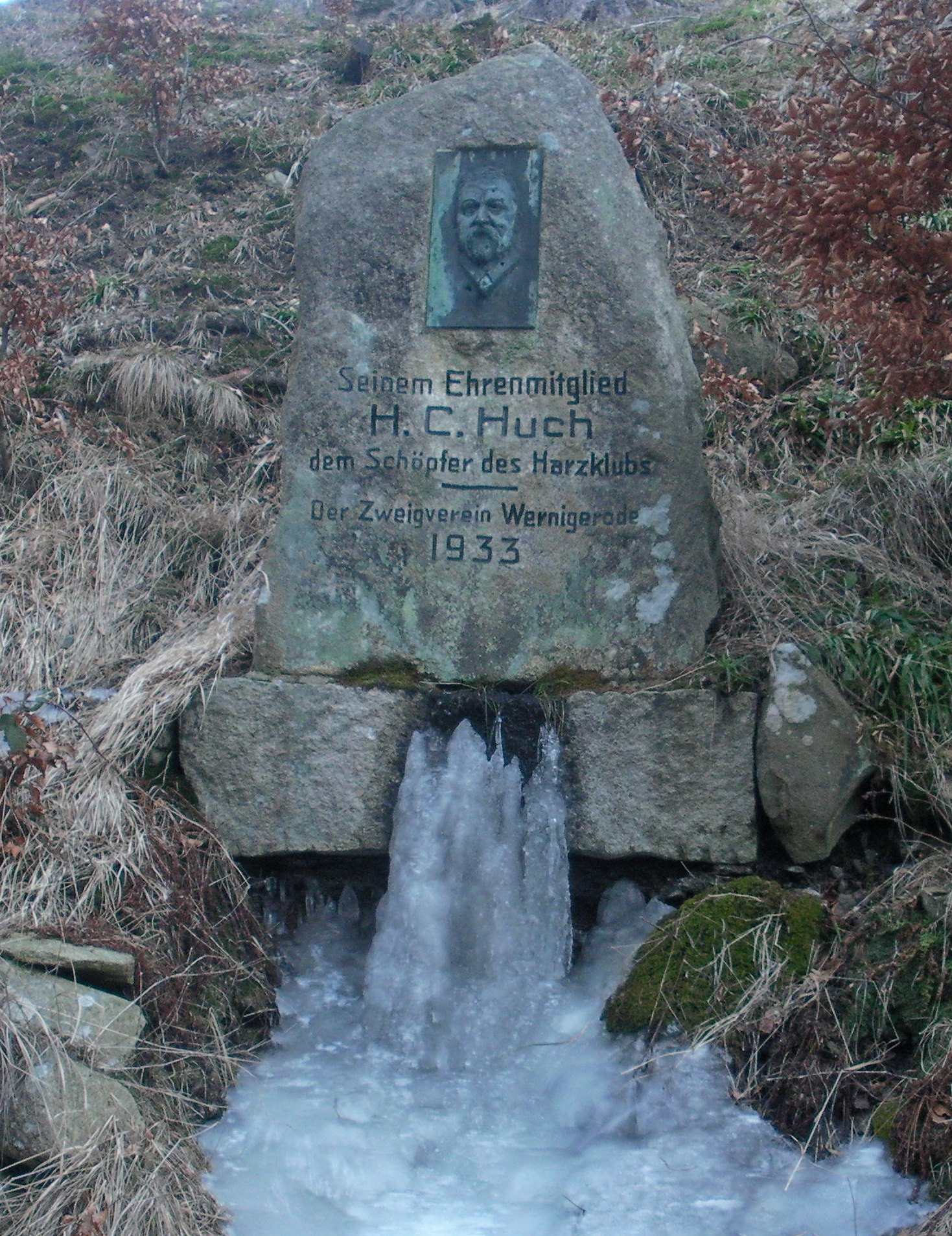
Gedenkstein für den Mitgründer des Harzklubs, Heinrich Conrad Huch, an der Steinernen Renne

H. C. Huch und Albert Schneider, 1896

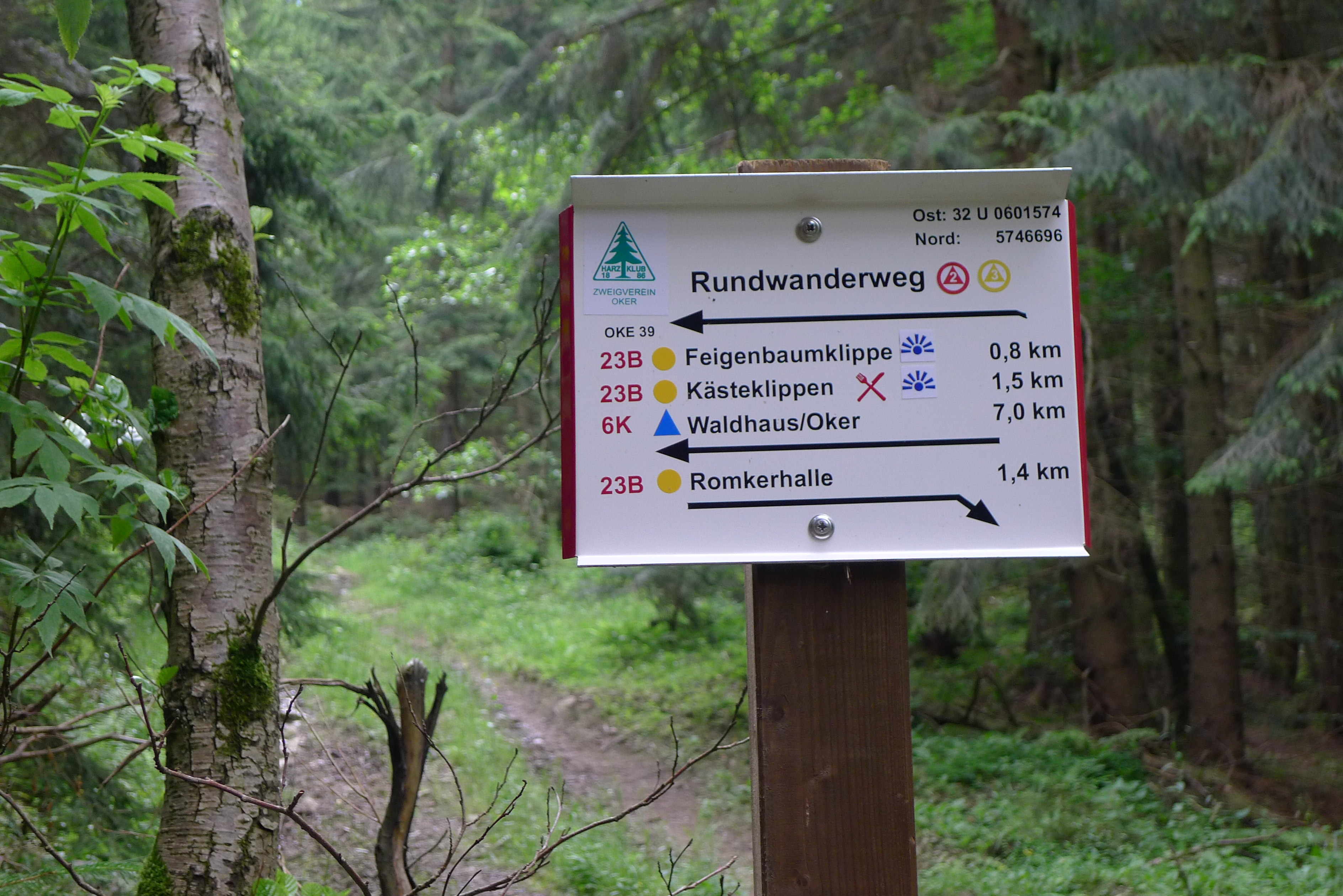
Wegweiser des Harzklubs sind weiß mit roten Kanten

Der Harzklub e. V. (Heimat-, Wander- und Naturschutzbund) mit Sitz in Clausthal-Zellerfeld ist ein Verein zur Pflege des Harzer Brauchtums und sorgt für die Unterhaltung der dortigen Wanderwege. Er wurde 1886 in Seesen gegründet und hat heute ca. 13.000 Mitglieder in 87 Zweigvereinen, die sich in den Ortschaften in und um den Harz in Niedersachsen, Thüringen und Sachsen-Anhalt gebildet haben. Der Hauptverein ist in das Vereinsregister des Amtsgerichts Braunschweig eingetragen (VR 170013).

## Geschichte
Der Harzklub wurde am 8. August 1886 in Seesen gegründet. Der Eisenbahndirektor Albert Schneider wurde der erste Vorsitzende. Mitbegründer waren u. a. Oberforstrat Carl Reuß als zweiter Vorsitzender und Verlagsbuchhändler Heinrich Conrad Huch als Schriftführer. Zur ersten ordentlichen Hauptversammlung im April 1887 in Goslar verfügte der Verein bereits über 23 Zweigvereine mit 1134 Mitgliedern. Als Aufgabe sah er zunächst die Erschließung des Harzes für Wanderer und den Fremdenverkehr. Später erfolgte die Gründung zahlreicher Heimatgruppen zum Zwecke der Pflege des Harzer Brauchtums. Der Naturschutz wurde als wichtiges Ziel schon im Jahre 1907 in die Satzung aufgenommen. Vor Ausbruch des Zweiten Weltkrieges betrug die Zahl der Mitglieder fast 20.000 in 120 Zweigvereinen.
Nach der Teilung des Harzes stand im westlichen Teil die Entwicklung des Naturparks Harz im Vordergrund. In der DDR war der Harzklub als Organisation verboten, ähnliche Aufgaben wurden in Untergruppen des Kulturbundes der DDR wahrgenommen.
Nach der Wiedervereinigung gründeten sich über 40 Zweigvereine im Harzgebiet der Bundesländer Sachsen-Anhalt und Thüringen neu. Im Jahre 1994 erfolgte die Änderung des Vereinsnamens in „Heimat-, Wander- und Naturschutzbund“.
Hauptvorsitzender war bis zum 25. April 2015 Michael Ermrich, ab diesem Datum übernahm der Goslarer Oberbürgermeister Oliver Junk den Vorsitz des Harzklubs als Vereinspräsident. Der Harzklub unterhält eine Geschäftsstelle in Clausthal-Zellerfeld und ist Mitglied im Verband Deutscher Gebirgs- und Wandervereine.

## Aufgaben
Der Harzklub nimmt folgende Aufgaben wahr:
- Naturschutz und Landschaftspflege
- Förderung des Wanderns, Wanderführungen
- Herausgabe von Wanderkarten und Wanderinformationen
- Unterhaltung der Wandereinrichtungen in der freien Landschaft (Bänke, Hütten usw.)
- Kennzeichnung von Wanderwegen nach einer einheitlichen Richtlinie
- Heimatpflege: Brauchtum, Trachten, Mundart, Volksmusik, Jodeln
- Jugendarbeit
- Herausgabe der Mitgliederzeitschrift Der Harz
- Förderung der Heimatforschung, Archivarbeit
- Erhaltung von Kulturgütern (Heimatstuben, Kulturdenkmälern in der freien Landschaft)
- Lehrgänge und Arbeitstagungen
- Werbung für die Harzer Heimat und Öffentlichkeitsarbeit

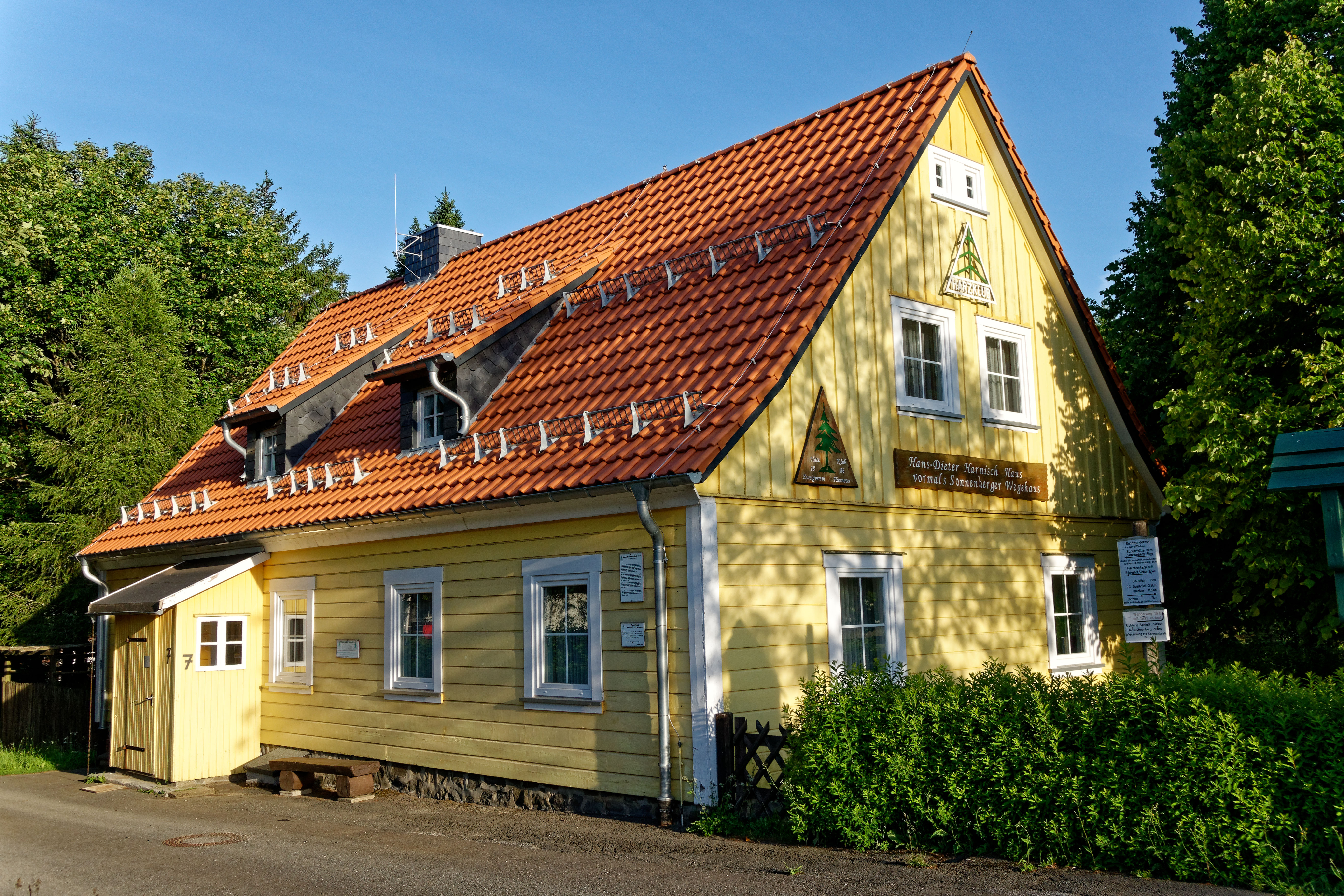
Hans-Dieter Harnisch Haus

## Wanderheime
Der Harzklub unterhält im niedersächsischen Teil des Harzes vier Wanderheime mit Übernachtungsmöglichkeiten für Familien und Gruppen in:
- Wildemann
- Bad Lauterberg – Lönsweg 12
- Torfhaus – Goetheweg
- Sonnenberg - Hans-Dieter Harnisch Haus

## Auszeichnungen
Die folgenden Zweigvereine des Harzklubs erhielten die Eichendorff-Plakette:
- 1986 Zweigverein Herzberg[2]
- 1994 Zweigverein Buntenbock[3]
- 1996 Zweigverein Lutter[4]
- 1997 Zweigverein Bad Sachsa[5]
- 1997 Zweigverein Neustadt/Osterode[6]
- 1998 Zweigverein Wernigerode[7]
- 2002 Zweigverein Thale[8]
- 2004 Zweigverein Göttingen[4]
- 2006 Zweigverein Ilfeld-Wiegersdorf[9]
- 2008 Zweigverein Güntersberge[10]